# Kvitøya
Kvitøya (en noruego, isla Blanca) es una isla deshabitada del archipiélago noruego de las islas Svalbard, en el océano Ártico. Está localizada en el extremo oriental, a unos 80 km de la isla Nordaustlandet.
Administrativamente, pertenece a Svalbard, un territorio dependiente de Noruega y toda la isla es parte de la Reserva Natural del Nordeste de Svalbard. La isla es la posesión más oriental de Noruega, situada a unos 62 km al oeste de la pequeña isla ártica rusa de isla Victoria (14 km²).

## Geografía
La isla está casi totalmente cubierta por una capa de hielo (Kvitøyjøkulen, con una superficie de 705 km²), con la clásica forma de cúpula de reloj de arena que le ha da su nombre. Las pocas zonas libres de hielo, apenas unos pocos km², son zonas muy rocosas y áridas, siendo la mayor Andréeneset, en la esquina suroeste de la isla. 

## Historia

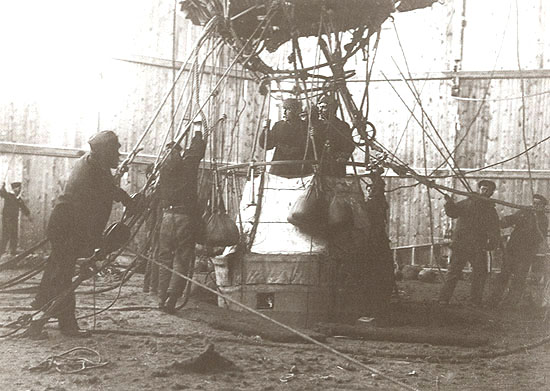
Aerostato de S. A. Andrée antes de partir (11 de julio de 1897).

La isla de Kvitøya probablemente fue descubierta por el holandés Cornelis Giles en 1707 y aparece con el nombre de Land Giles en los mapas en diferentes formas, tamaños y posiciones a lo largo de los siglos. El nombre actual se lo dio el ballenero de Tromsø, Johan Kjeldsen en 1876.
La isla fue el sitio final de descanso de la Expedición ártica de Andrée organizada por Salomon August Andrée. La expedición que intentaba sobrevolar el polo norte en un globo de hidrógeno pero se siniestró en la banquisa a unos 300 km al norte de Kvitøya el 14 de julio de 1897, tres días después del despegue. Los expedicionarios llegaron a la isla a pie el 6 de octubre y perecieron allí. Los restos de la expedición fueron descubiertos por la expedición Bratvaag en 1930, donde se recuperaron los diarios y películas.